# Vitbukig dvärgspett
Vitbukig dvärgspett (Picumnus spilogaster) är en fågel i familjen hackspettar inom ordningen hackspettartade fåglar.

## Utseende och läte
Vitbukig dvärgspett är en mycket liten (9 cm), brunvit hackspett. Ovansidan är ljusbrun med vita kanter på vingpennorna. På undersidan är den brunfläckat vit på buken och bröstet är brun- och beigebandat. På huvudet syns svart hjässa med rödspetsade fjädrar. Lätet är en cirka tre sekunder lång ljus och tunn drill.

## Utbredning och systematik
Vitbukig dvärgspett förekommer i norra Sydamerika. Den delas in i tre underarter med följande utbredning:
- Picumnus spilogaster orinocensis – förekommer från centrala Venezuela (sydöstra Apure till Delta Amacuro)
- Picumnus spilogaster spilogaster – förekommer i norra Guyana och norra Brasilien (Roraima)
- Picumnus spilogaster pallidus – förekommer i nordöstra Brasilien (Belém-området i östra Pará)

## Status och hot
Arten har ett stort utbredningsområde, men tros minska i antal, dock inte tillräckligt kraftigt för att den ska betraktas som hotad. Internationella naturvårdsunionen IUCN listar arten som livskraftig (LC).